# Pierre Gaspard-Huit
Pierre Gaspard-Huit (ur. 29 listopada 1917 w Libourne, zm. 1 maja 2017 w Paryżu) – francuski reżyser filmowy i scenarzysta.
Na przełomie lat 50. i 60. XX wieku zrealizował kilka udanych filmów kostiumowych. W 1958 wyreżyserował melodramat Christine z Alainem Delonem i Romy Schneider w rolach głównych. W 1961 zrealizował film spod znaku płaszcza i szpady pt. Kapitan Fracasse z Jeanem Marais w roli tytułowej. Na planie tego filmu Louis de Funès po raz  pierwszy  spotkał 17-letnią wówczas aktorkę Geneviève Grad, która kilka lat później zagrała jego filmową córkę w popularnych komediach o żandarmach. W 1963 wyreżyserował Szeherezadę z Anną Kariną w roli głównej.
W 1959 roku 41-letni reżyser poślubił niespełna 18-letnią zwyciężczynię konkursu na Miss Francji i początkującą aktorkę Claudine Auger, która później zagrała dziewczynę Bonda w filmie Operacja Piorun (1965). Małżeństwo zakończyło się rozwodem.

## Filmografia
- Ucieczka pana Perle (1952; reż. wspólnie z Rogerem Richebé)
- Na tropie (1955)
- Paris canaille (1956)
- Panna młoda jest zbyt piękna (1956)
- Praczki z Portugalii (1957)
- Christine (1958)
- Kapitan Fracasse (1961)
- Szeherezada (1963)
- Gibraltar (1964)
- Unkas ostatni Mohikanin (1968; reż. wspólnie z Jeanem Drévillem i Sergiu Nicolaescu)